# Problema degli n-corpi
Il problema degli n-corpi è uno dei problemi più fertili della fisica matematica, affrontato multidisciplinarmente, per scopi diversi, dai fisici interessati alla meccanica celeste e alla fisica del sistema solare, dagli ingegneri nel calcolo di traiettorie di velivoli spaziali, e dai matematici esperti di teoria del caos, sistemi non lineari e sistemi dinamici.

## Formulazione
Si considerino n corpi liberi di muoversi sotto l'azione della forza di attrazione gravitazionale reciproca. La meccanica classica permette di impostare un sistema di 3n equazioni differenziali ordinarie accoppiate di second'ordine che si possono ridurre a 3(n-1) nel sistema del centro di massa. Fissate le condizioni iniziali (posizione e velocità di ciascun corpo ad un istante dato) resta definito un problema di Cauchy che può essere trattato matematicamente.

## Soluzioni di casi particolari (di interesse per la fisica)
In alcuni casi particolari il problema degli n-corpi viene affrontato con profitto. Lo studio di casi particolari che possono servire come approssimazioni di casi più complicati è di particolare interesse per la meccanica celeste.

### Problema dei due corpi
Il problema dei due corpi, detto anche problema di Keplero, si risolve in termini di funzioni elementari per quanto riguarda le traiettorie dei corpi e a meno di quadrature per quanto riguarda le leggi orarie. Le traiettorie risultano coniche complanari con un fuoco nel centro di massa (prima legge di Keplero). Vale la conservazione del momento angolare che equivale alla costanza della velocità areolare, già notata da Keplero nel moto dei pianeti attorno al sole e formulata nella sua seconda legge.
Il sistema solare infatti è un sistema gerarchico, ovvero è possibile approssimare il moto dei singoli pianeti con un problema dei due corpi (sole - pianeta) indipendentemente dalla presenza degli altri. Tale approssimazione, che vale anche per i sistemi pianeta - satellite, è tuttavia piuttosto grossolana.

### Problema dei tre corpi ristretto

Esempio di movimento di tre particelle per effetto della forza di gravità.

Il problema dei tre corpi ristretto è una approssimazione migliore del moto dei corpi celesti del sistema solare, assunti di massa trascurabile rispetto al Sole e a Giove.
Questi vengono assunti in moto circolare (nel problema ristretto circolare) o più in generale ellittico attorno al centro di massa. Il terzo corpo non influenza il loro moto se non per una quantità trascurabile, mentre il suo moto è determinato dai campi gravitazionali dei due corpi massicci.
Questo problema si affronta in genere nel sistema corotante con la congiungente Giove-Sole, che è non inerziale. L'esistenza di un integrale del moto, l'integrale di Jacobi, consente di studiare qualitativamente il moto del corpo, determinando le regioni ad esso accessibili e la loro topologia.
La conservazione dell'integrale di Jacobi fornisce un modo pratico di riconoscere le comete tra un passaggio e il loro passaggio successivo, confrontando il parametro di Tisserand, il cui valore è anche cruciale per stabilire se è possibile un loro incontro ravvicinato (eventualmente una collisione) con Giove o, mutatis mutandis, con un altro pianeta.
Infine è possibile, impostate le equazioni del problema ristretto circolare, determinare cinque punti di equilibrio, in cui un corpo resta in corotazione sincrona con la congiungente Giove - Sole, che prendono il nome di punti di Lagrange.

### Problema dei tre corpi di Hill
Il problema dei tre corpi di Hill è, come il precedente, un caso particolare del problema dei tre corpi. Le ipotesi sono diverse, in quanto si assumono due corpi di massa piccola rispetto a quella del terzo e da questo molto distanti, in modo che sia possibile approssimare l'attrazione gravitazionale del terzo corpo con le forze di marea. Risulta possibile anche in questo caso formulare considerazioni qualitative sul moto relativo dei due corpi.
In questo caso la configurazione di equilibrio è unica, a meno di scambio dei due corpi minori, ed è realizzata quando i tre corpi sono allineati e il sistema ruota rigidamente, mentre i due corpi minori si trovano alla distanza relativa nota come raggio di Hill, dal nome del matematico del XIX secolo George William Hill.